# Good King Wenceslas

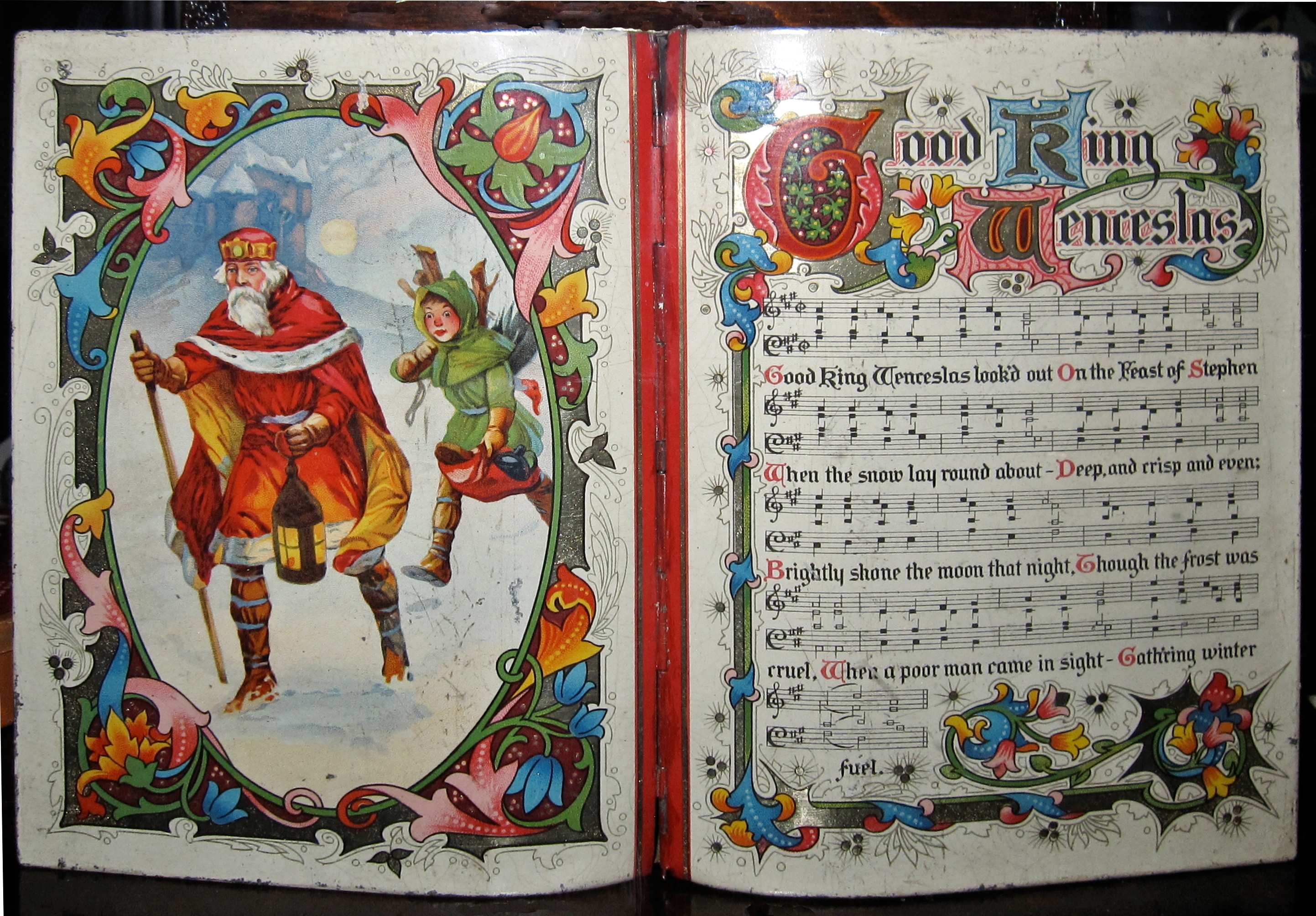

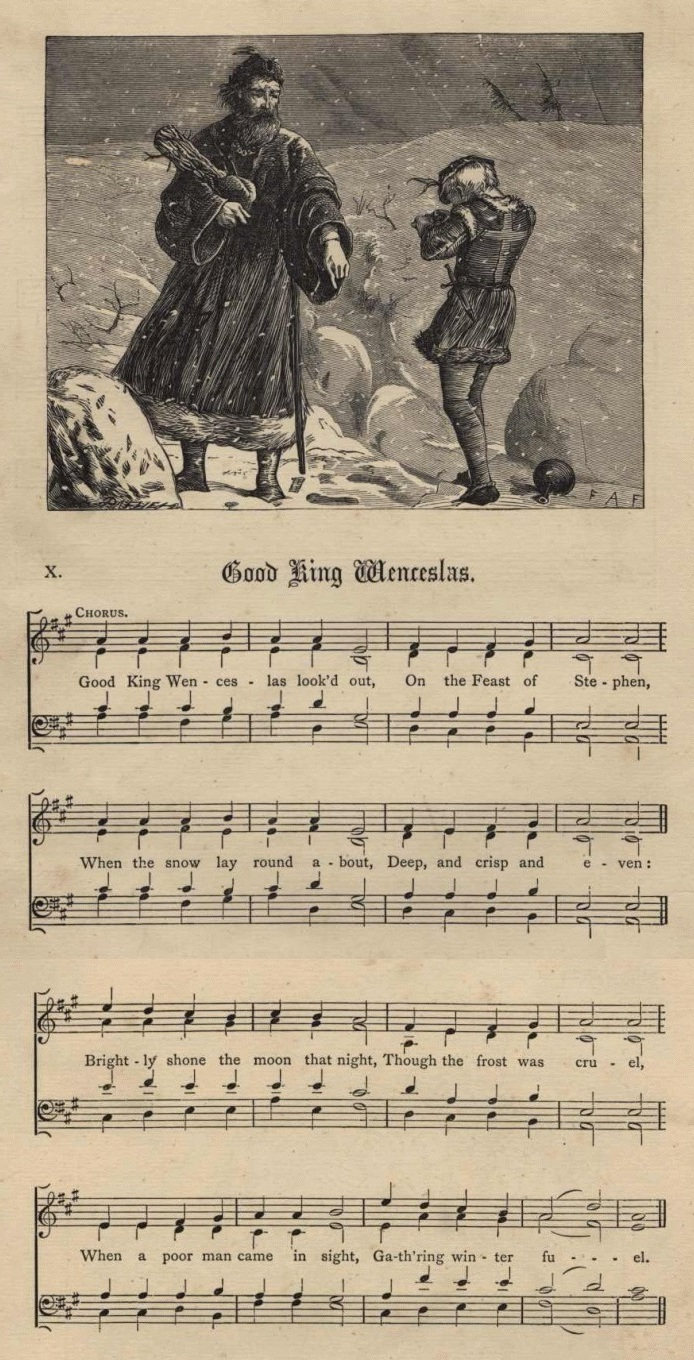

Good King Wenceslas is een Engels kerstlied over Wenceslaus de Heilige (928–935).
De tekst van het lied is in 1853 geschreven door John Mason Neale en handelt over Wenceslaus die op de feestdag van Stefanus (op 26 december, tweede kerstdag) een man hout ziet sprokkelen en hem een aalmoes wil geven. Zijn page wil opgeven en heeft het moeilijk met de kou, maar volgt Wenceslaus iedere stap.
Het lied verscheen voor het eerst in Carols for Christmas-Tide. Voor de melodie werd het 13e-eeuwse Tempus adest floridum gebruikt.

## Tekst
Good King Wenceslas looked out on the Feast of Stephen,

When the snow lay round about, deep and crisp and even.

Brightly shone the moon that night, though the frost was cruel,

When a poor man came in sight, gathering winter fuel.
“Hither, page, and stand by me, if thou know'st it, telling,

Yonder peasant, who is he? Where and what his dwelling?”

“Sire, he lives a good league hence, underneath the mountain,

Right against the forest fence, by Saint Agnes’ fountain.”
“Bring me flesh and bring me wine, bring me pine logs hither,

Thou and I will see him dine, when we bear them thither.”

Page and monarch, forth they went, forth they went together,

Through the rude wind’s wild lament and the bitter weather.
“Sire, the night is darker now, and the wind blows stronger,

Fails my heart, I know not how; I can go no longer.”

“Mark my footsteps, good my page, tread thou in them boldly,

Thou shalt find the winter’s rage freeze thy blood less coldly.”
In his master’s steps he trod, where the snow lay dinted;

Heat was in the very sod which the saint had printed.

Therefore, Christian men, be sure, wealth or rank possessing,

Ye who now will bless the poor shall yourselves find blessing.

## Bewerkingen
Er zijn veel bewerkingen verschenen, zowel muzikale uitvoeringen, boeken en verfilmingen.
Zie ook:
- Mike Story
- Jessie M. King
- Gardner Read
- Richard L. Saucedo
- David A. Uber
- Winter Carols
- John Stainer
- Roy Newsome
- Ray Steadman-Allen
- James Sclater
- Josef Lada